# يوسف شاكير
يوسف أمين شاكير الأرناؤوطي معارض ليبي سابق (مواليد مدينة بنغازي عام 1952)، أحد مستشاري العقيد القذافي والمحيطين به أثناء ثورة 17 فبراير وهو من اصل ألباني من منطقة البلقان وجاء أجداده إلى ليبيا ضمن ما وفد على المنطقة من أتباع الدولة العثمانية، وتزوج من مصرية وله منها أولاد.ومتزوج الآن بفتاة تصغره ب 32 سنة، وقد سبق له الزواج من ليبية من عائلة بن عمران، وكان والدها عبد السلام بن عمران من مشائخ وأدباء مدينة درنة.
درس شاكير بمدينة بنغازي المراحل التعليمية الأولى، والتحق بكلية الاقتصاد والعلوم السياسية بالقاهرة في أوائل السبعينيات، ولم يكن معروفا بانتماء فكري معين رغم أن المرحلة كانت تعج بمختلف التيارات الفكرية والسياسية. وكان يتظاهر بالتصوف في مرحلة ما مدعيا أنه ينتمي لأحدى الطرق الصوفية في مصر، وقد سجل عليه ارتباطه ببعض المشعوذين والدجالين والنصابين المتلبسين بلباس التدين. على مستوى العمل الطلابي لم تكن له مواقف مناهضة للنظام ولم يعرف له دور ايجابي في المواجهات التي تمت في أوائل السبعينيات بين الطلبة الوطنيين وبين عناصر النظام في القاهرة والإسكندرية، ولم تسجل له أي مشاركة في نشاط طلابي للطلبة الليبيين خلال المحنة التي تعرضت لها الحركة الطلابية وقيادات الاتحاد العام لطلبة ليبيا.
منذ ثورة السابع عشر من فبراير ظهر على التلفزيون الرسمي الليبي المملوك ل معمر القذافي، الجدير بالذكر أن يوسف شاكير هو مؤلف كتاب (العقد النفسية في شخصية العقيد معمر القذافي) وليس من المؤكد سبب تراجعه عن موقفه السابق المعارض والبعض يعزو الأمر إلى مبالغ مالية ضخمة تلقاها شاكير من النظام الليبي.
اختفى من الظهور بعد دخول قوات المجلس الوطني إلى طرابلس في أغسطس 2011، ثم ظهر على قناة الرأي السورية ثم قناة الدنيا، واستمر فيهما على تأييده لنظام القذافي.